# Fauskanger
Fauskanger este o localitate din comuna Askøy, provincia Hordaland, Norvegia.